# ミカエル・バルザローナ
ミカエル・バルザローナ（Mickaël Barzalona, 1991年8月3日 - ）は、フランス出身の競馬の騎手。2011年に19歳にしてダービーステークスを制するなど、フランス競馬界の若手のホープとして知られる。

## 略歴
フランス・リヨンの出身。祖父が調教師で叔父は元騎手という競馬一家に育つ。2011年にバルザローナは前年から騎乗していたプールモアでイギリスのダービーステークスに出場し、直線最後方から一気に追い抜くで優勝をもぎ取り、わずか19歳にしてダービージョッキーの栄誉を手にした。同年はこれ以外にもフランスのグレフュール賞、イタリアでローマ賞などで勝ち鞍を挙げており、またアスコット競馬場のゴールドカップでは穴馬に騎乗しながらもフェイムアンドグローリーの2着と健闘している。
翌2012年にはドバイワールドカップに出場、ゴドルフィン陣営のモンテロッソに騎乗し、優勝した。
2013年は日本のJRA短期騎手免許を初取得（11月2日から11月17日まで）し騎乗を行う。身元引受調教師は角居勝彦。12月7日、アルキメデスにて朝日チャレンジカップを制し、来日後初の重賞優勝を達成。
2021年に年間192勝を挙げて自身初のフランスリーディングジョッキーを獲得した。
2012年からゴドルフィンと優先騎乗契約を結んでいる。

## 騎乗成績

### 主な勝ち鞍
出典：
- 2011年
  - サンタラリ賞 （Wavering）
  - ダービーステークス （Pour Moi）
  - ローマ賞 （Zazou）
- 2012年
  - ドバイワールドカップ （Monterosso）
  - セントレジャーステークス （Encke）
  - フィリーズマイル （Certify）
- 2013年
  - ジャンプラ賞 （Havana Gold）
- 2015年
  - ジャンプラ賞 （Territories）
  - ジャン・リュック・ラガルデール賞 （Ultra）
- 2017年
  - マクトゥームチャレンジラウンド3 （Long River）
  - ガネー賞 （Cloth Of Stars）
  - ブリーダーズカップターフ （Talismanic）